# El Aromillo
El Aromillo es un corregimiento del distrito de Cañazas en la provincia de Veraguas, República de Panamá. La localidad tiene 1.359 habitantes (2010).